# Zygoneura johannseni
Zygoneura johannseni är en tvåvingeart som beskrevs av Shaw 1941. Zygoneura johannseni ingår i släktet Zygoneura och familjen sorgmyggor.
Artens utbredningsområde är Oklahoma. Inga underarter finns listade i Catalogue of Life.